# Женское
«Женское» (англ. Between Two Women) — английская драма 2000 года режиссёра Стивена Вудкока.

## Сюжет
Действие происходит в 50-х годах XX века. Эллен Харди — мать и домохозяйка, живёт в мрачном рабочем городке на севере Англии. Её отношения с грубоватым мужем Джефом весьма сложные, но она возлагает большие надежды на сына, Виктора, который проявляет большие таланты в рисовании. Эллен знакомится с Кэти Томпсон — преподавательницей рисования в школе Виктора. Между женщинами возникает хорошее взаимопонимание, Кэти тоже очень рада успехам Виктора. Но чем дальше продолжается знакомство, тем глубже становятся их отношения. В какой-то момент они переходят черту, приемлемую для общества того времени и места.

## В ролях
| В ролях        |  | Персонаж     |
| -------------- |  | ------------ |
| Барбара Мартен |  | Эллен Харди  |
| Андрина Кэролл |  | Кэти Томпсон |
| Эндрю Данн     |  | Джеф Харди   |
| Эдвард Вудкок  |  | Виктор Харди |

## Награды
Фильм получил следующие награды:
| Награды                                | Награды | Награды                     | Награды   | Награды       |
| -------------------------------------- | ------- | --------------------------- | --------- | ------------- |
| Фестиваль / Премия                     | Год     | Награда                     | Категория | Победитель    |
| New York Lesbian and Gay Film Festival | 2003    | Лучший художественный фильм |           | Стивен Вудкок |